# 5G NR
5G NR (New Radio) é uma tecnologia de acesso por rádio (RAT) desenvolvida pelo 3rd Generation Partnership Project (3GPP) para a rede móvel 5G (quinta geração). Foi projetada para ser o padrão global para a interface de ar das redes 5G. É baseada em orthogonal frequency-division multiplexing (OFDM), assim como o padrão de evolução de longo prazo (LTE) da 4G (quarta geração).
A série de especificações 38 do 3GPP fornece os detalhes técnicos por trás do 5G NR, o sucessor do LTE.
O estudo do NR dentro do 3GPP começou em 2015, e a primeira especificação foi disponibilizada até o final de 2017. Enquanto o processo de padronização do 3GPP estava em andamento, a indústria já havia começado esforços para implementar infraestrutura compatível com o padrão preliminar, com o primeiro lançamento comercial em larga escala do 5G NR ocorrendo no final de 2018. Desde 2019, muitos operadores implantaram redes 5G NR e fabricantes de aparelhos desenvolveram aparelhos habilitados para 5G NR.

## Bandas de frequência

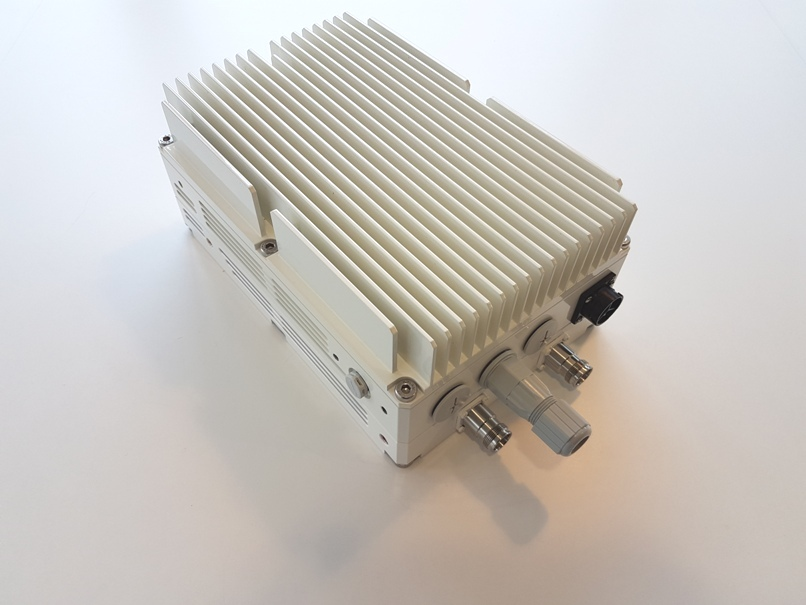
CableFree 5G Radio (RRH) com MIMO 2x2, potência RF de 2x20W e interface de fibra CPRI, pode ser conectado a um nó B 5G ou gNB que pode ter a forma de um servidor x86

O 5G NR utiliza bandas de frequência em duas amplas faixas de frequência:
1. Faixa de Frequência 1 (FR1), para bandas dentro de 410 MHz – 7 125 MHz
2. Faixa de Frequência 2 (FR2), para bandas dentro de 24 250 MHz – 71 000 MHz

## Implantações de rede
Ooredoo foi a primeira operadora a lançar uma rede comercial 5G NR, em maio de 2018 no Catar. Outras operadoras ao redor do mundo têm seguido o exemplo.

## Desenvolvimento
Em 2018, o 3GPP publicou o Release 15, que inclui o que é descrito como padronização "Fase 1" para o 5G NR. O cronograma para o Release 16, que será "fase 2" do 5G, segue uma data de congelamento em março de 2020 e uma data de conclusão em junho de 2020, o Release 17 estava originalmente programado para entrega em setembro de 2021. mas, devido à pandemia de COVID-19, foi reprogramado para junho de 2022.
O trabalho do Release 18 foi iniciado no 3GPP. O Rel.18 é referido como "NR Advanced", significando mais um marco nos sistemas de comunicação sem fio. O NR Advanced incluirá recursos como Realidade Estendida (XR), estudos de IA/ML e melhorias de mobilidade. A mobilidade é fundamental para a tecnologia 3GPP e até agora foi tratada na Camada 3 (RRC), agora, no Rel-18, o trabalho sobre mobilidade é introduzir mobilidade acionada em camadas inferiores.

## Modos de implantação
Os lançamentos iniciais do 5G NR dependerão da infraestrutura existente de 4G LTE no modo não autônomo (NSA), antes da maturação do modo autônomo (SA) com a rede central 5G. Além disso, o espectro pode ser compartilhado dinamicamente entre 4G LTE e 5G NR.

### Compartilhamento dinâmico de espectro
Para fazer melhor uso dos ativos existentes, as operadoras podem optar por compartilhá-los dinamicamente entre 4G LTE e 5G NR. O espectro é multiplexado ao longo do tempo entre ambas as gerações de redes móveis, enquanto ainda utiliza a rede 4G LTE para funções de controle, dependendo da demanda do usuário. O compartilhamento dinâmico de espectro (DSS) pode ser implantado em equipamentos 4G LTE existentes, desde que seja compatível com o 5G NR. Apenas o terminal 5G NR precisa ser compatível com o DSS.

### Modo não autônomo
O modo não autônomo (NSA) do 5G NR refere-se a uma opção de implantação do 5G NR que depende do plano de controle de uma rede LTE 4G existente para funções de controle, enquanto o 5G NR está exclusivamente focado no plano do usuário. Isso é relatado como acelerando a adoção do 5G, no entanto, alguns operadores e fornecedores criticaram a priorização da introdução do 5G NR NSA com o argumento de que poderia prejudicar a implementação do modo autônomo da rede. Ele usa a mesma rede central de uma rede 4G, mas com equipamentos de rádio atualizados.

### Modo autônomo
O modo autônomo (SA) do 5G NR refere-se ao uso de células 5G tanto para sinalização quanto para transferência de informações. Ele inclui a nova arquitetura 5G Packet Core em vez de depender do Evolved Packet Core 4G, para permitir a implantação do 5G sem a rede LTE. Espera-se que tenha menor custo, melhor eficiência e auxilie no desenvolvimento de novos casos de uso. No entanto, a implantação inicial pode apresentar velocidade mais lenta do que a rede existente devido à alocação de espectro. Ele usa uma nova rede central dedicada ao 5G.

## Numerologia (espaçamento de subportadoras)
O 5G NR suporta sete espaçamentos de subportadoras:
| Espaçamento de Subportadoras (kHz) | Duração do slot (ms) | Bandas de Frequência | Notas |
| ---------------------------------- | -------------------- | -------------------- | --- |
| 15                                 | 1                    | FR1                  | Mesmo que LTE                                                                                            |
| 30                                 | 0.5                  | FR1                  | |
| 60                                 | 0.25                 | FR1 e FR2            | Ambos o Prefixo Cíclico normal e estendido podem ser usados com um espaçamento de subportadora de 60 kHz |
| 120                                | 0.125                | FR2                  | |
| 240                                | 0.0625               | FR2                  | Isso é possível apenas para fins de busca e medição, usando o Bloco de Sinal de Sincronização (SSB)      |
| 480                                | 0.03125              | FR2                  | |
| 960                                | 0.01565              | FR2                  | |

O comprimento do prefixo cíclico é inversamente proporcional ao espaçamento de subportadoras. Ele é de 4,7 μs com 15 kHz e 4,7 / 16 = 0,29 μs para um espaçamento de subportadoras de 240 kHz.

## NR-Light / RedCap
No 5G NR Release 17, o 3GPP introduziu o NR-Light para dispositivos com capacidades reduzidas (RedCap).